# Cimitirul animalelor
Cimitirul animalelor (Pet Sematary) este un roman de groază din 1983 scris de Stephen King. A fost nominalizat la premiul World Fantasy pentru cel mai bun roman în 1984 și în 1989 a fost realizat un film cu același nume.